# Anacardium spruceanum
Anacardium spruceanum là một loài thực vật có hoa trong họ Đào lộn hột. Loài này được Benth. ex Engl. mô tả khoa học đầu tiên năm 1876.